# Bubanj
Bubanj (cyr. Бубањ) – wieś w Serbii, w okręgu niszawskim, w mieście Nisz. W 2011 roku liczyła 548 mieszkańców.